# 第127師団 (日本軍)
第127師団（だいひゃくにじゅうななしだん）は、大日本帝国陸軍の師団の一つ。

## 沿革
太平洋戦争末期、多くの師団が満洲から南方などに転用されたことに伴い、満洲防衛強化を目的として1945年（昭和20年）1月16日に軍令陸甲下令により、第121・第122・第123・第124・第125・第126・第127・第128師団の8個師団の編成が発令された。 
第127師団は、満洲五家子に所在の第9国境守備隊を基幹に編成され、第3軍に編入された。その担当は満洲東部国境の警備・防衛であった。
1945年8月9日、ソ連対日参戦に伴いソ連軍の攻撃を受け、五家子に所在の歩兵第280連隊の一部、水流峰の部隊は交戦し、8月19日頃まで持ちこたえていた。この方面のソ連軍の侵攻は迅速なものではなかったため、第127師団のほとんどの部隊は本格的な戦闘を交えることなく停戦となった。

## 師団概要

### 歴代師団長
- （心得）古賀龍太郎 少将：1945年1月20日 - 1945年3月1日[1]
- 古賀龍太郎 中将：1945年3月1日 - 終戦

### 参謀長
- 広瀬清 大佐：1945年（昭和20年）1月25日 - 終戦[2]

### 最終司令部構成
- 参謀長：広瀬清大佐
  - 参謀：境正男少佐

### 最終所属部隊
- 歩兵第280連隊（宇都宮）：伊従秀夫大佐
- 歩兵第281連隊（水戸）：高畑洋平大佐
- 歩兵第282連隊（高崎）：友枝敬一大佐
- 野砲兵第127連隊
- 第127師団挺進大隊
- 第127師団通信隊
- 第127師団工兵隊
- 第127師団輜重隊
- 第127師団兵器勤務隊
- 第127師団病馬廠